# Comitato Nazionale per l’Energia Nucleare
Comitato Nazionale per l'Energia Nucleare – włoska narodowa komisja energii jądrowej istniejąca w latach 1960-1982. Powstała w 1960 roku na bazie narodowego komitetu badań jądrowych (CNRN, utworzonego w 1952). Zlokalizowana w Casaccia koło Rzymu. W 1982 została przekształcona w ENEA.
Zlokalizowany były tam badawcze reaktory jądrowe:
- CR-1, typu TRIGA Mark II, o mocy termicznej 1 MW
- RANA, o mocy termicznej 10 kW
- ROSPO, o mocy termicznej 100 W
- TAPIRO, o mocy termicznej 5 kW
- RITMO, o mocy zerowej
- RTM, o mocy termicznej 30 MW